# 교정청
1894년(고종 31), 제1차 동학농민전쟁으로 통해 전주화약을 맺은 조선정부는 6월 11일 자주적으로 내정개혁및 폐정개혁안을 위하여 교정청을 설치했는데, 영의정 심순택(沈舜澤),중추부영사 신응조(申應朝),중추부판사 김홍집(金弘集) 등이 총재관(摠裁官)으로 임명되어 자주적 개혁정책을 협의하고자 하였다.
교정청을 설립한 목적은 일본이 강압적으로 요구한 5개조의 내정개혁안을 물리치고, 자주적인 내정개혁을 시도하기 위한 것이었다.
6월 21일 일본은 경복궁을 포위, 점령하고, 민씨 정권을 몰아내면서 흥선대원군을 섭정에 앉혀놓고, 김홍집을 수반으로 하는 친일내각정부를 수립, 자주적개혁목적으로 설립한 교정청을 혁파하고 일제가 주도하여 군국기무처를 설립하여 이로 하여금 일본과 내정개혁을 위한 협상을 진행하도록 하였다. 6월 25일 개혁을 담당하고 추진할 기구로서 교정청 대신 군국기무처(軍國機務處)를 설치하고, 오토리[大鳥] 일본공사가 고문이 되어 제1차 갑오개혁(1894)에 간섭하였다.

## 같이 보기
- 동학농민운동
- 청일전쟁
- 갑오개혁
- 군국기무처